# Ermengol I de Pallars
Ermengol I de Pallars (?-1030), conde de Pallars (995-1010). Hijo de Borrell I de Pallars y su esposa Ermengarda de Rouergue.
Sucedió a su padre en el condado de Pallars, en un gobierno de unidad con su tío Suñer I de Pallars.
A la muerte de Suñer I en 1010, Ermengol I fue apartado del poder por los hijos de aquel, que dividieron el territorio familiar a partes iguales del que nacieron dos nuevos condados: Ramón III recibió el condado de Pallars Jussá y Guillermo II condado de Pallars Sobirá.
| Predecesores: Ramón II Borrell I Suñer I | Conde de Pallars junto a Suñer I 995-1010 | Sucesores: Ramón III (conde de Pallars Jussá) Guillermo II (conde de Pallars Sobirá) |